# Irún
Irún (en euskera: Irun) es una ciudad y municipio español de la provincia de Guipúzcoa, País Vasco, fronterizo con Francia, país del que se encuentra separado por el río Bidasoa. Con 62 910 habitantes (2020) es la segunda ciudad más poblada de Guipúzcoa tras su capital, San Sebastián. Sus principales barrios son San Miguel, Anaca, Bidasoa, Meaca, Ventas, Behobia, Olaverría y Lapice.
Es la mayor población de la aglomeración urbana situada en el estuario del Bidasoa conocida como «Bahía de Bidasoa-Txingudi» o, simplemente, «Bahía de Txingudi», formada por las localidades de Irún, Hendaya y Fuenterrabía.
La economía de la ciudad se fundamenta en su privilegiada situación entre Francia y España. Su situación fronteriza le confiere una importancia indudable como nudo comercial, ferroviario, carretero y logístico. La presencia industrial más destacada en el municipio la constituye la empresa Construcciones y Auxiliar de Ferrocarriles (CAF).

## Toponimia

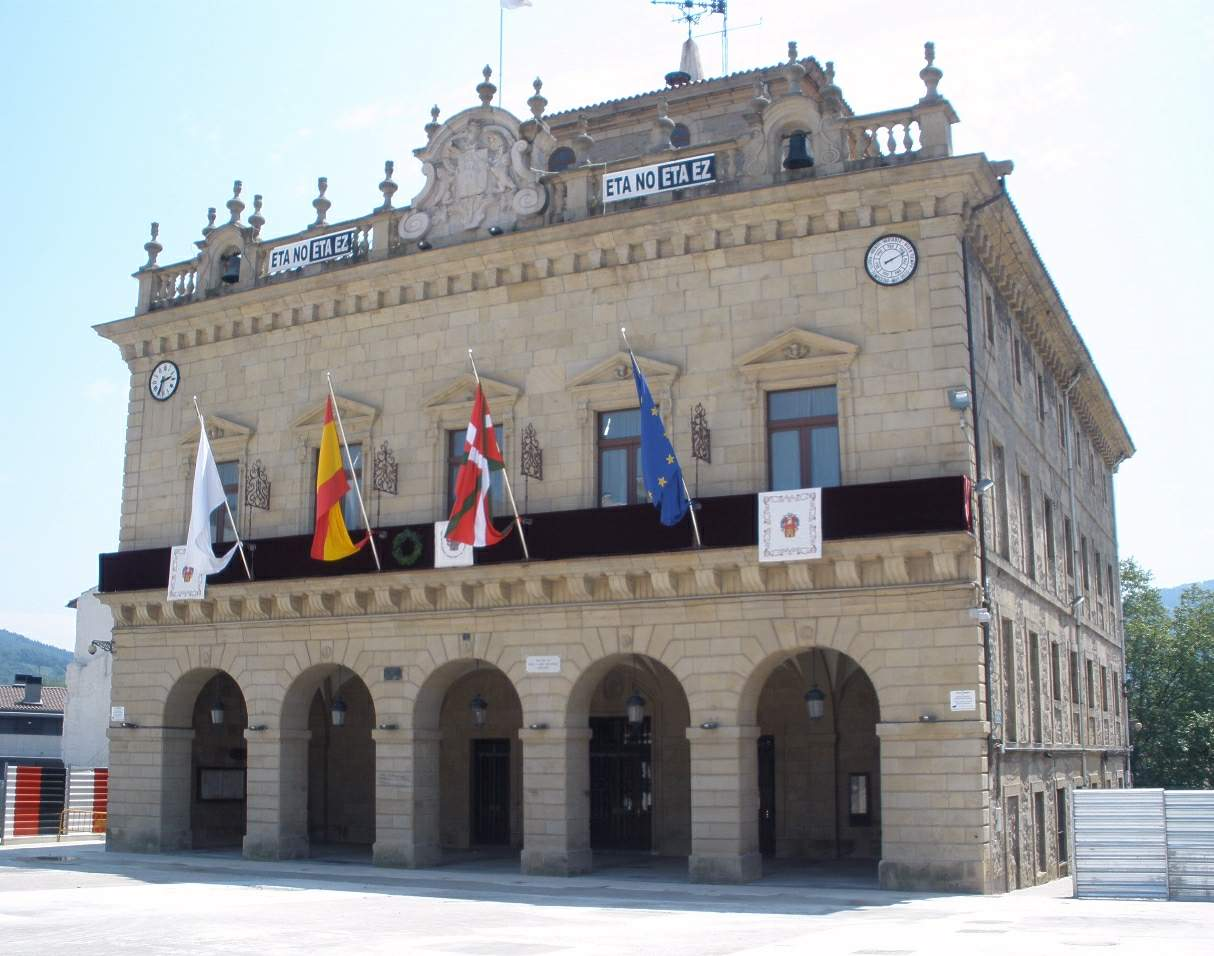
Ayuntamiento de Irún

En 1992 se encontraron importantes restos arqueológicos romanos en Irún que parecen confirmar que Irún sería la ciudad de Oiasso, Œasso o Easo, que los geógrafos romanos colocaban en la costa del territorio vascón y cuya ubicación exacta había causado cierta controversia en los últimos siglos (el gentilicio easonense utilizado para referirse a los habitantes de San Sebastián se basaba precisamente en la suposición de que esta ciudad había sido la Easo romana). Irún habría sido el asentamiento urbano y portuario relacionado con las cercanas minas de Peñas de Aya, que ya se explotaban en época romana y cuya explotación ha llegado casi hasta el presente.
El origen etimológico del nombre de Irún está relacionado con el del nombre vasco de la ciudad de Pamplona (Iruña, Navarra) y el del municipio alavés homónimo de Iruña de Oca. Curiosamente, las tres localidades mencionadas fueron posiblemente los tres asentamientos urbanos romanos más importantes en la zona norte del País Vasco y Navarra. Cada ciudad poseía un nombre latino diferente: Easo, Pompaelo y Veleia, pero en el idioma local tenían una denominación similar. Esta denominación provendría probablemente de la palabra vasca (h)iri ('ciudad') y un segundo elemento que no está claro del todo, pero que podría ser on ('buena'): 'la buena ciudad' (algunos etimologistas hablan de 'la gran ciudad'). Mientras que Pamplona conservaría la conciencia de su antigüedad y la doble tradición en su nombre, Irún quedaría reducida a una pequeña aldea sin conciencia de sus orígenes romanos y Veleia-Iruña se despoblaría.[cita requerida] Durante la Edad Media y en los siglos posteriores Irún recibiría el nombre de Irún-Uranzu. Pero con el paso de los años perdería ese segundo término de su nombre.[cita requerida]

## Geografía
El río Bidasoa marca el límite oriental del municipio, que hace de frontera con Francia. Las comunas (municipios) francesas de Hendaya, Urruña y Biriatou son vecinas de Irún. Irún limita con Fuenterrabía al norte, con Oyarzun al oeste y al sur con las localidades navarras de Lesaca y Vera de Bidasoa. Fuenterrabía, Irún y Hendaya forman una agrupación pública transfronteriza que recibe el nombre de «Bidasoa-Txingudi», también conocida como «Comarca del Bajo Bidasoa».
| Noroeste: Fuenterrabía, Lezo y Oyarzun | Norte: Fuenterrabía                                       | Nordeste: Hendaya, Urruña y Biriatou (todas de Francia) |
| Oeste: Oyarzun                         |                                                           | Este: Urruña y Biriatou (ambas en Francia)              |
| Suroeste: Oyarzun y Lesaca (Navarra)   | Sur: Oyarzun, Lesaca y Vera de Bidasoa (ambas de Navarra) | Sureste: Vera de Bidasoa y Biriatou (Francia)           |

### Barrios
El INE reconoce actualmente dos unidades poblacionales en el municipio: la propia ciudad de Irún y el barrio de Bidasoa.
El municipio tiene oficialmente siete barrios de carácter histórico: Anaca, Behovia, Bidasoa, Lapice, Meaca, Olaverría, y Ventas. También hay otras barriadas no históricas como Azken Portu, Velascoenea, San Miguel, Arbes, Artía, Centro, Parte Vieja, Mendibil, Dumboa y Santiago, entre otros.
Las barriadas más habitadas son: Lapice (11,5 % del total), Anaca (18,7 %), Behobia (10,7 %) y Olaverría (9,7 %).
- Irún Norte: Iparralde-Gal, Mendibil, Santiago-Beraun y Dumboa
- Irún Sur: Ventas, Velascoenea, Larrendi-Olaverría y Elichu-Lapice
- Irún Oeste: San Miguel, Anaca, Anaca-Puyana y Anaca-Zona Industrial
- Irún Este: Arbes-Alzukaitz/Palmera-Montero, Artía y Behobia-Zaisa
- Irún Centro: Centro y Parte Vieja

### Morfología urbana

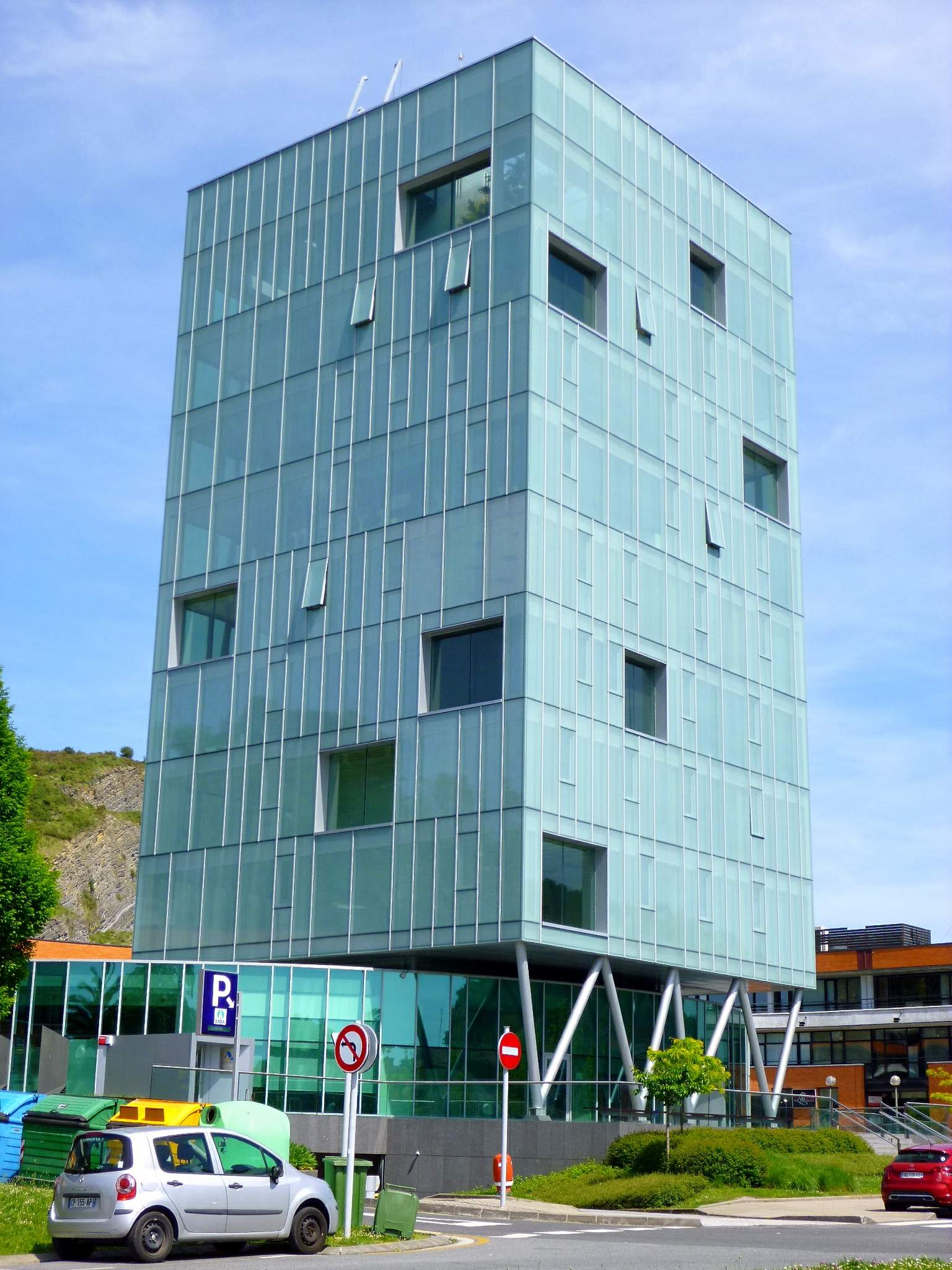
La torre ZAISA y su diseño futurista se han convertido en el nuevo símbolo de Irún

El skyline irunés lo forman los barrios del Este como son Artia (y sus grandes bloques de viviendas, de los cuales algunos superan los 40 metros de altura) y la torre ZAISA, en Behobia. La torre ZAISA se eleva a 40 metros debido a la gran demanda de espacios para oficinas en la ciudad, ya que en un principio se proyectó una menor altura por razones de estética y medio ambiente. Su estilo futurista y sofisticado representa el último remate del Centro de Transportes ZAISA. Fue diseñada por el arquitecto Ángel de la Hoz (arquitecto del Palacio de Justicia de Irún, del Palacio de Justicia de San Sebastián y de la remodelación del Aquarium de San Sebastián entre otras obras de interés).
La planta baja es de 700 m², hay siete alturas completas de 260 metros cada una y una octava planta en la que sólo la mitad será de oficinas, ya que hay en ella un jardín en altura. La novena planta alberga, bajo la cubierta del edificio, los sistemas de ventilación y otros equipamientos necesarios para el funcionamiento del mismo. A la ciudad del transporte de Irún (ZAISA) le hacía falta un elemento que la identificara, una dotación que además de darle más espacio, fuera el símbolo de un entorno de gran pujanza y actividad económica (algo así como un icono que desde su apertura dará otra imagen de la entrada a Irún por el Puente Internacional de Behobia). Finalmente, a su inauguración, acudieron el lehendakari socialista Patxi López, el consejero de Transportes de Guipúzcoa y el alcalde de la ciudad, José Antonio Santano, todos del PSE-EE.
La torre ZAISA queda accesible tanto por coche como por autobús urbano. La línea L1 HOSPITAL/ZAISA es la única en llegar al distrito del transporte transfronterizo y deja a sus viajeros a una veintena de metros de la torre, en la parada-térmibus «ZAISA».
Por otra parte, el tramo Azkenportu-Behobia cuenta con edificaciones de gran altura. No obstante, la disposición de dichos edificios es un tanto desordenada y muy concentrada. Esto se debe a la fuerte inmigración a la ciudad de muchos españoles provenientes de otros lugares durante los años 1960 y 1970. Un enorme número de personas formaban la gran demanda de viviendas que fueron finalmente edificadas en la falda de una colina, a causa del escaso espacio edificable. De esta manera, en un área reducida se logró alojar a un gran número de habitantes gracias a la vivienda en altura. Hoy en día, el barrio de Artia es el tercer barrio en número de habitantes de Irún, concentrando al 10,7 % de la población.

## Historia

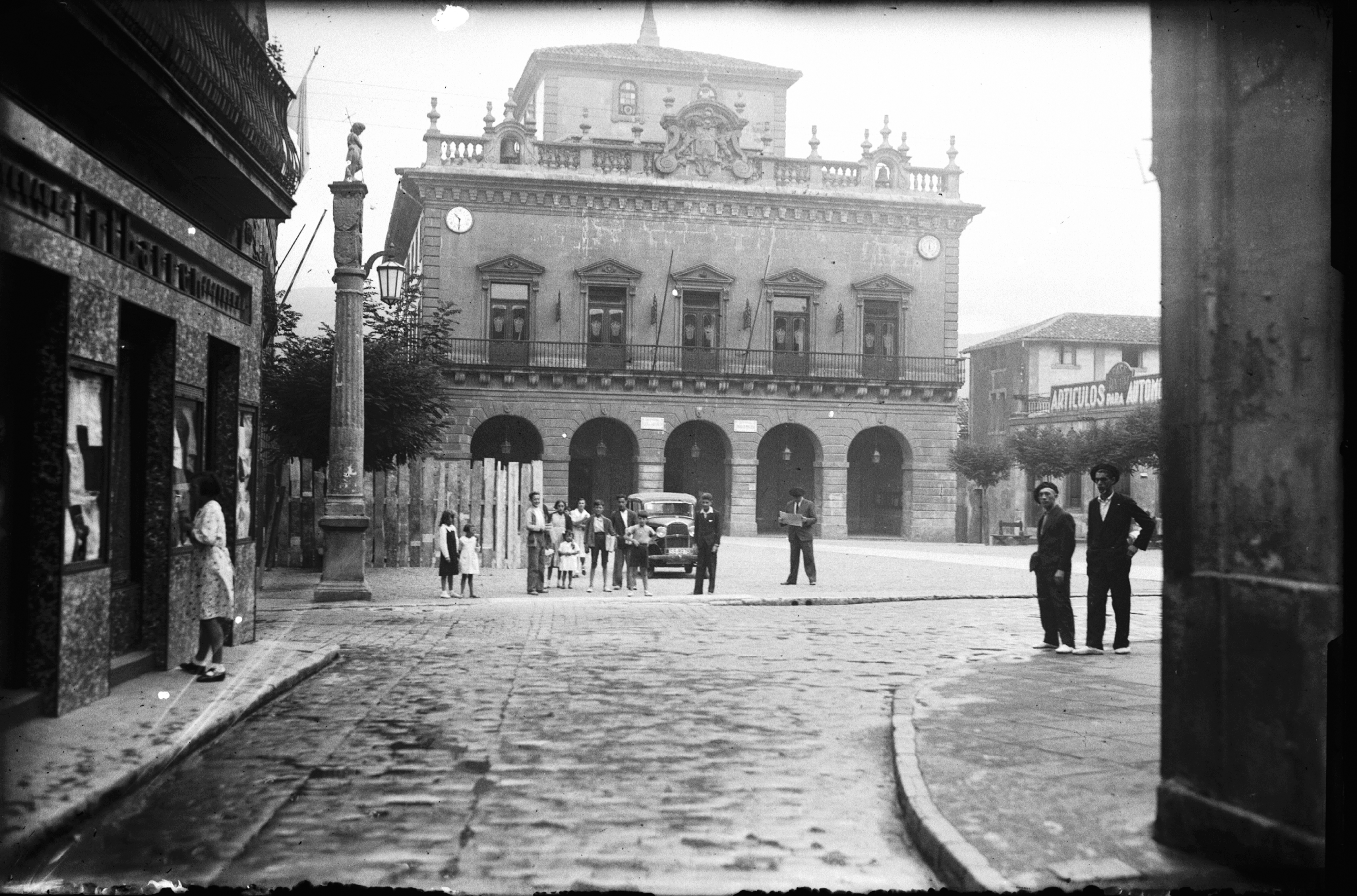
El ayuntamiento en los años 30

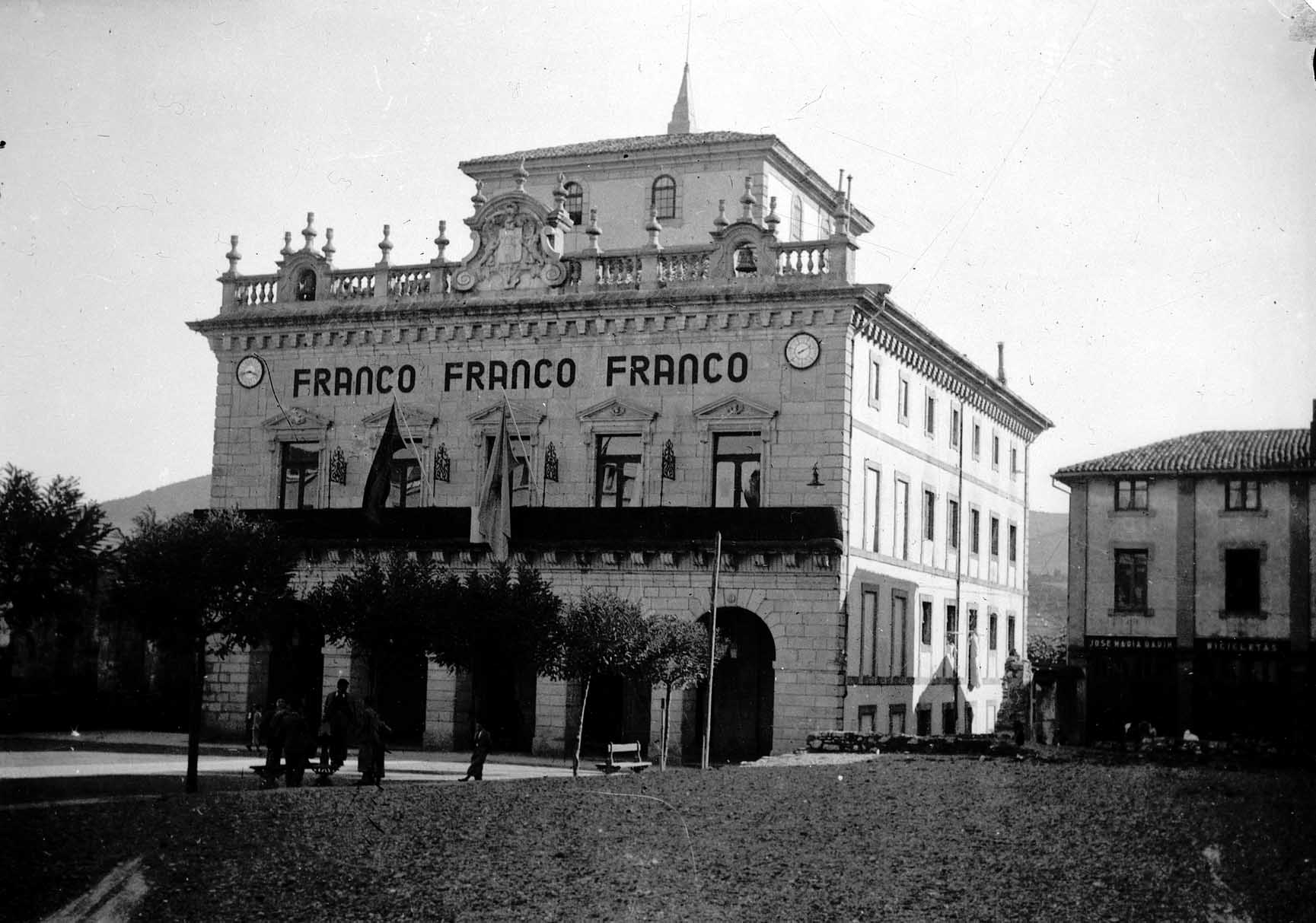
Ayuntamiento en 1942 Fotografía: Indalecio Ojanguren

Los restos prehistóricos más antiguos que se conocen hasta el momento en el municipio de Irún se remontan al Neolítico-Edad de Bronce y están representados por los dólmenes de Burkalleku e Iratzebizkar I, el túmulo de Iratzebizkar II y el crómlech de Arburuko Borda, descubiertos en 2020. Se desconoce exactamente quiénes fueron sus primeros habitantes, aunque existen restos de una antigua presencia romana. En los últimos años se han realizado numerosas excavaciones que han desenterrado evidencias de presencia romana en la plazoleta de la Iglesia del Juncal, en la Ermita de Santa Elena y en las minas de Arditurri en Peñas de Aya. En estos yacimientos se han encontrado restos de cerámica, tejas, vidrios y monedas, entre otros objetos, junto con los únicos restos de un embarcadero descubiertos en la costa cantábrica correspondientes al siglo II. Estas evidencias han llevado a suponer que Irún fue la ciudad vascona de Easo u Oiasso que los geógrafos greco-latinos ubicaban en la costa del territorio vascón, el cual sería el importante puerto romano del Atlántico, junto con el de Burdeos y Londres.
Históricamente Irún ha tenido una fuerte vinculación con Navarra. En la Antigüedad formaba parte del territorio de la tribu vascona (que se asentaba en territorio de Navarra), frente al resto de Guipúzcoa que era territorio de la tribu de los várdulos. El dialecto del euskera que se habla en la comarca, está más relacionado con los dialectos navarros que con los guipuzcoanos. Se puede decir que Irún es la salida natural de Navarra al mar[cita requerida]. Aunque Irún está vinculada a Guipúzcoa desde el siglo XIII, ha habido varios intentos de reincorporar Irún a Navarra, que llegó a retornar durante unos pocos años al principio del siglo XIX.
En 1200 el territorio, que hasta entonces había formado parte del Reino de Navarra, fue incorporado a Castilla. La primera referencia escrita relativa a Irún aparece en 1203: se trata de la Carta Puebla otorgada a Fuenterrabía por Alfonso VIII de Castilla, dada en Palencia el 18 de abril de 1203. Por esta Carta Puebla, Irún queda incluida en la jurisdicción civil y criminal de la villa de Fuenterrabía. La Universidad de Irún-Uranzu mantuvo, sin embargo, jurisdicción propia en lo político, económico y militar respecto a la vecina villa. Esta situación causó seculares pleitos y confrontaciones entre las vecinas localidades.
La independencia de Irún fue alcanzada solo siglos más tarde por la Real Cédula de 27 de febrero de 1766, otorgada por el rey Carlos III.
La situación estratégica de Irún en la frontera entre tres reinos (Castilla, Navarra y Francia) hizo que la localidad sufriera a lo largo de la historia numerosos ataques de los reinos vecinos. En 1512 el rey Fernando el Católico ordena la construcción del Castillo de Gaztelu Zahar, que fue destruido en 1539 por su nieto Carlos I para que, en caso de reconquista por los navarros, que ya habían contado con el apoyo francés para recuperar el reino en anteriores ocasiones, no se pudieran hacer fuertes allí.
Un hecho significativo que ocurrió en la historia de Irún fue la primera batalla de San Marcial, el 30 de junio de 1522, en la que el batallón del pueblo de Irún, el mismo que formaba y evolucionaba en las obligatorias «muestras de armas» forales o Alardes de Armas, más de 24 jinetes de Irún, al mando de los capitanes bidasotarras, Juan Pérez de Azcue y Miguel de Ambulodi y apoyados además por 200 jinetes de la caballería del capitán general Don Beltrán de la Cueva, que acantonaba en San Sebastián, a quien los capitanes iruneses hubieron de convencer para que interviniera en una empresa que él veía muy comprometida, venció a las tropas del rey de Navarra, que contaba con apoyo del rey de Francia, compuestas por un contingente de 3500 mercenarios alemanes (lansquenetes) y un batallón de 1000 labortanos, que trataban de recuperar el reino de Navarra. A su vez los castellanos contaban con 1000 mercenarios alemanes (los mercenarios eran habituales en aquellos tiempos).
En 1659 se firmó en la Isla de los Faisanes la Paz de los Pirineos entre Francia y España. Esta isla fue escenario de numerosas conferencias políticas, bodas de Estado e intercambios de prisioneros entre España y Francia.
El 31 de agosto de 1813, en la Segunda batalla de San Marcial, se pone fin a la Guerra de la Independencia. Con su victoria en dicha batalla, las tropas españolas junto con las anglo-portuguesas del Duque de Wellington vencieron a las tropas napoleónicas en una cruenta batalla.
Durante el siglo XIX la ciudad se vio afectada por las Guerras Carlistas. Durante la primera, la ciudad quedó en manos carlistas desde el principio del conflicto, hasta que el 16 de mayo de 1837 fue ocupada por los cristinos al mando del general Lacy Evans. Durante la tercera, si bien los carlistas se habían apoderado de casi toda Guipúzcoa en 1874, Irún, junto con San Sebastián y Fuenterrabía, permanecía en manos liberales. El 4 de noviembre, el general Hermenegildo Díez de Ceballos comenzó el sitio y bombardeo de la ciudad, con once batallones y veintitrés piezas de artillería. No fue hasta el día 10 que llegaron a Irún por mar, procedentes de San Sebastián, los generales liberales que se encargaron del levantamiento del sitio. A las dos de la tarde del 11 de noviembre, hizo su entrada en Irún el general Manuel de la Serna, para quien, posteriormente, el rey Alfonso XII, en agradecimiento por los servicios prestados, creó el título de marqués de Irún.
Finalmente, el último hecho bélico en la historia de Irún se dio durante la guerra civil en 1936, exactamente el 2 de septiembre de ese año. En este conflicto quedó destruida gran parte de la ciudad por un gran incendio (provocado por las tropas republicanas, que ante la inminente caída de la ciudad a manos del bando franquista decidieron utilizar la estrategia de «tierra quemada»), y fue tomada la cima del monte de San Marcial. La toma de Irún por las tropas del bando franquista supuso un duro golpe a la Segunda República, ya que aisló al territorio leal a la República situado en el norte, cortando sus comunicaciones con Francia.
En 1943 la Diputación provincial elige mayoritariamente a su alcalde José Ramón Aguirreche Picavea para el cargo de procurador en Cortes en la I Legislatura de las Cortes Españolas (1943-1946), representando a los municipios de esta provincia

## Demografía
Irún cuenta con una población de 63 656 habitantes (INE 2024).
| Gráfica de evolución demográfica de Irún entre 1842 y 2021                                                          |
| |
| Población de derecho según los censos de población del INE Población de hecho según los censos de población del INE |

## Economía
La economía de Irún está fuertemente vinculada al sector servicios y especialmente a las actividades relacionadas con los transportes, el comercio y la frontera. En 1841 se trasladaron las aduanas españolas al río Bidasoa en Irún, ya que hasta entonces éstas habían estado en el interior y las provincias vasco-navarras habían formado una especie de zona franca. Desde mediados del siglo XIX la ciudad de Irún crece al ritmo que marca el aumento de los intercambios comerciales entre España y Francia a través de su frontera, la actividad aduanera y el comercio transfronterizo. La llegada del ferrocarril en 1864 convirtió a Irún en estación terminal del sistema ferroviario español y en un importante nudo de comunicaciones con Europa, pues desde ella se hacen los necesarios transbordos para pasar de los trenes de ancho de vía peninsular a ancho de vía europeo. Las infraestructuras ferroviarias son muy importantes en Irún. Aduaneros, ferroviarios y policías fronterizos han compuesto tradicionalmente una parte importante de la población activa irunesa.
La entrada en vigor del Tratado de Schengen a principios de la década de 1990 con la apertura de un espacio europeo para el libre tránsito de personas y mercancías dentro de la Unión Europea supuso un duro golpe para la economía irunesa. La apertura de fronteras redujo enormemente los trámites aduaneros, se tuvieron que cerrar numerosas oficinas de aduanas y la economía local sufrió una importante recesión durante buena parte de la década de los 90.
Sin embargo, la apertura de fronteras supuso a medio plazo un impulso favorable a la economía local, ya que se potenciaron el sector del transporte de mercancías por carreteras y el comercio transfronterizo. El carácter de Irún como nodo en las comunicaciones por carretera entre España y Francia, a medio camino entre París y Madrid se vio reforzado tras la apertura de las fronteras. Numerosas empresas de transporte por carretera y logística establecieron almacenes y centros de distribución en Irún. Son además numerosas las empresas de transporte de capital local. Por otra parte, un porcentaje muy significativo del comercio irunés está dirigido a la venta de tabaco, alcohol y combustible a clientes procedentes de Francia, ya que estos productos están menos gravados por impuestos en España que en Francia.
Todos estos cambios han significado el paso de Irún de una ciudad frontera a una ciudad bisagra que busca la cooperación entre territorios y la complementariedad de los tejidos productivos, por lo que se ha creado el plan Irún On.
Dada su posición estratégica en la frontera, Irún cuenta con dos centros comerciales: Txingudi, construido en 1997.que cubre una superficie de 40000 m2 (SBA 10 712 m²) al lado de la A8, en las afueras de la ciudad e incluye una gasolinera, un hipermercado Alcampo y 2500 plazas de parking en superficie, además de 24 establecimientos comerciales de los cuales 10 grandes superficies. En 2001 se construyó el centro comercial Mendibil en el centro de la ciudad, en el emplazamiento del antiguo mercado de abastos de Irúnque ha sido modernizado y rebautizado Mercairun. Este último está ahora integrado en mismo edificio que el centro comercial Ofrece una superficie de 24 000 m2con 6 plantas y cuenta con unas 300 plazas de parking subterráneo. También incluye un supermercado BM y las principales salas de cine de la ciudad, además de 28 establecimientos comerciales.

### Industria
Durante ciertos periodos de la historia existieron restricciones al establecimiento de industrias en Irún, debido a su condición de espacio fronterizo. Debido a ello no posee una tradición industrial tan fuerte como otras localidades guipuzcoanas, pero han existido ciertas empresas locales señeras ya desaparecidas como Chocolates Elgorriaga o Perfumería Gal.

## Servicios

### Comunicaciones
El transporte en la ciudad de Irún ostenta un peso enorme, puesto que la misma ciudad ha sido numerosas veces bautizada como la «ciudad del transporte». Para el transporte urbano, existen varias líneas que cubren todo Irún con el centro y con las localidades vecinas de Fuenterrabía y Hendaya. También existe una línea que une Fuenterrabía con San Sebastián vía Irún. La estación de autobuses de Irún se encuentra junto a la estación de trenes y conecta la ciudad con el resto de España y Europa.

#### Ferrocarril
El tren desempeña un papel de gran peso en la ciudad, con la industria ferroviaria de Irún y con su estación (situada en San Miguel, junto a Pasionistas). Posee servicios de larga distancia, como la línea Madrid-Hendaya, Irún-Barcelona o Irún-Lisboa, además de servicios de media distancia a Vitoria y Miranda de Ebro.
En cuanto al ferrocarril interurbano, la línea C-1 de Cercanías San Sebastián conecta Irún con la capital y multitud de pueblos de Guipúzcoa. 
Por otra parte, Euskotren ofrece un servicio de metro denominado Topo que une el sector más poblado de Guipúzcoa. Irún cuenta con cuatro estaciones: Irún-Ficoba, Irún-Colón, Irún-Belaskoenea e Irún-Ventas.

#### Autobuses urbanos
- L1 Zaisa-Hospital
- L2 San Juan-Ventas/Txingudi
- L3 San Juan-Artía
- L4 San Juan-Anzaran-Olaberría (Circular)

Nocturnos:
- G1 Gautxori Behobia
- G2 Gautxori Ventas

Irún tiene 6 líneas de autobús urbano. Son operadas por la empresa Irunbus y forman parte del sistema MUGI de la Autoridad Territorial del Transporte de Guipúzcoa.
El precio del billete ocasional es de 1,55€ que se reduce a 0,53€ si se abona mediante la tarjeta MUGI anónima, mientras que la tarifa para los usuarios de la tarjeta MUGI personalizada varía según el número de viajes realizados en cualquier medio de transporte adherido al sistema MUGI a lo largo del último mes:
- De 1 a 20 viajes: 0,40€
- De 21 a 51 viajes: 0,33€
- Más de 51 viajes: 0,08€

Todos los usuarios de la tarjeta MUGI se benefician de los transbordos gratuitos durante 1 hora. Las tarjetas MUGI de colectivo tendrán añadida la bonificación que les corresponda.
- Billete nocturno: 2€ (tarifa única para cualquier usuario).

En cuanto a la frecuencia, las líneas que utilizan más viajeros tienen una frecuencia aproximada de 15 minutos. El ayuntamiento instauró los autobuses GAUTXORI ('ave nocturna' en vasco) los sábados por la noche (23.00-06.30 horas), con una hora de frecuencia.

#### Autobuses interurbanos
Lurraldebus
- E23 Fuenterrabía-Irún Oeste-San Sebastián (Ibaeta por AP-8)
- E24 Irún-San Sebastián (Ibaeta por AP-8)
- E25 Irún-Fuenterrabía
- E26 Irún-Rentería-P. Antxo-San Sebastián
- E27 Fuenterrabía-Irún-Rentería-P. Antxo-San Sebastián
- E28 Fuenterrabía-Irún-San Sebastián (Ibaeta por AP-8)
- E29 Fuenterrabía-Irún-San Sebastián (Hospitales por AP-8)
- E77 Fuenterrabía-Irún-Rentería-P. Antxo-San Sebastián (línea nocturna)
- E78 Irún-Fuenterrabía (línea nocturna)

Txik Txak
- 14 Irún Behobia-Béhobie-Hendaya-Hendaya Playa
- 15 Irún Puiana (solo verano)-Irún San Juan-Hendaya-Hendaya Playa-EHPAD Hendaya

Irún tiene 10 líneas de autobús interurbano, 8 de ellas operadas por Lurraldebus e integradas en el sistema de tarificación MUGI, de la Autoridad Territorial del Transporte de Guipúzcoa. El precio del billete varía dependiendo del número de zonas que se viajen, 2,55 € o 1,75 €. Son líneas que conectan Irún con localidades cercanas, como San Sebastián, Fuenterrabía, Rentería y Pasajes. También dispone de algunas conexiones directas con el campus universitario.

#### Aeropuerto de San Sebastián
El Aeropuerto de San Sebastián beneficia a toda la conurbación Txingudi, por lo que Irún queda bajo el área de influencia. A pesar de situarse en Fuenterrabía, muchos pasajeros del aeropuerto son naturales de la ciudad de Irún. El aeropuerto conecta la provincia de Guipúzcoa con el resto de España y el resto del mundo gracias a los vuelos chárter y privados. Las aerolíneas que operan en el aeropuerto son Iberia, Air Nostrum y Vueling, con dos destinos fijos durante el año: Madrid y Barcelona. Puntualmente, surgen vuelos regulares a ciudades españolas como Málaga o Palma de Mallorca, especialmente durante la época estival; en el verano de 2010, por ejemplo, se ofrecieron conexiones directas con Bruselas y Palma de Mallorca.

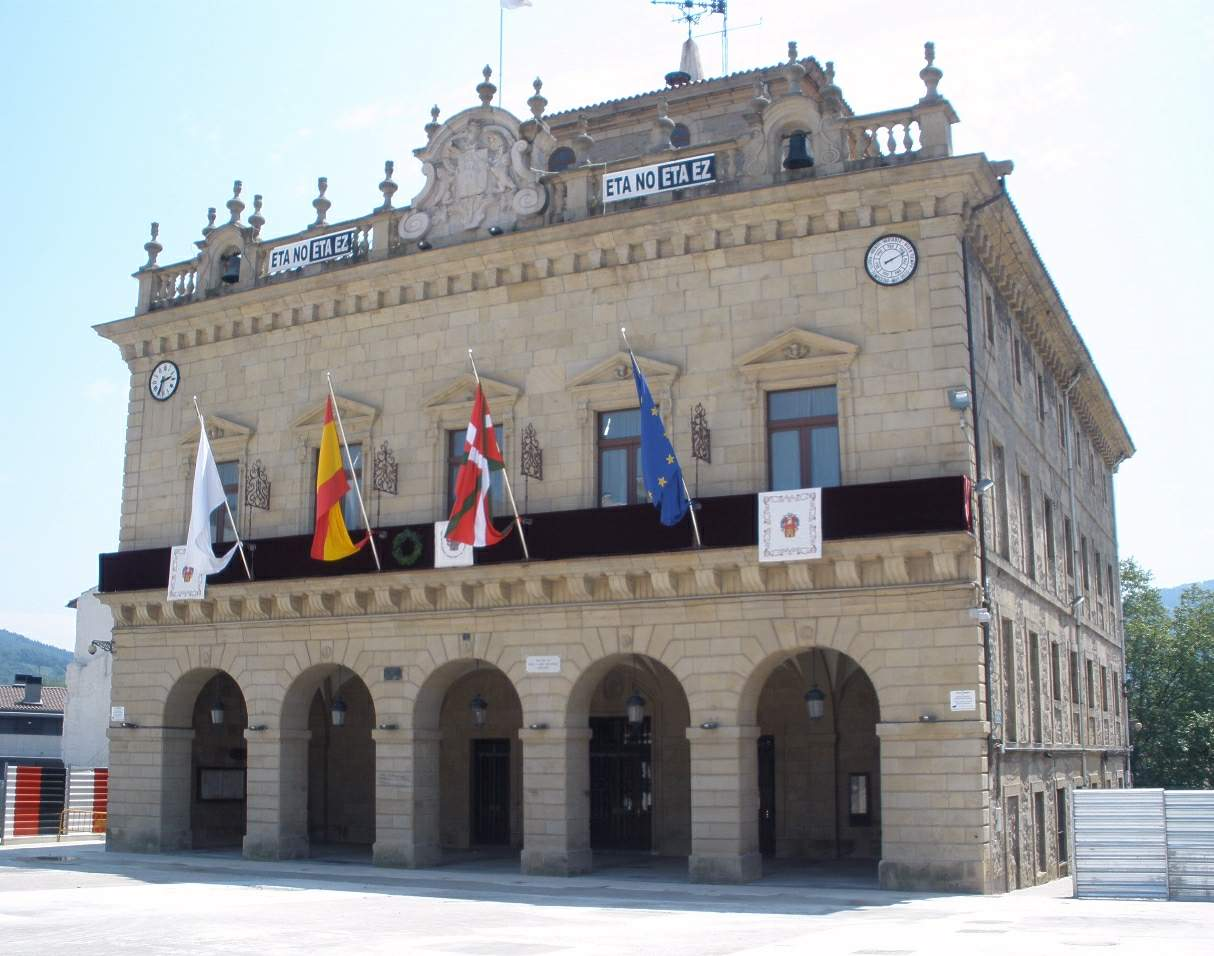
Ayuntamiento de Irún

## Administración y política
| Periodo   | Nombre                          | Partido | Partido                                                       |
| --------- | ------------------------------- | ------- | ------------------------------------------------------------- |
| 1979-1983 | Xabier Txapartegi Larrañaga     |         | Euzko Alderdi Jeltzalea-Partido Nacionalista Vasco (EAJ-PNV)  |
| 1983-1983 | Ricardo Etxepare Zugasti        |         | Euzko Alderdi Jeltzalea-Partido Nacionalista Vasco (EAJ-PNV)  |
| 1983-2002 | Francisco Alberto Buen Lacambra |         | Partido Socialista de Euskadi-Euskadiko Ezkerra (PSE-EE PSOE) |
| 2002-2023 | José Antonio Santano Clavero    |         | Partido Socialista de Euskadi-Euskadiko Ezkerra (PSE-EE PSOE) |
| 2023-act. | Cristina Laborda Albolea        |         | Partido Socialista de Euskadi-Euskadiko Ezkerra (PSE-EE PSOE) |

| Partido político                                               | 2023                   | 2023                   | 2023                   | 2019                   | 2019                   | 2019                   | 2015  | 2015  | 2015       | 2011  | 2011  | 2011       | 2007  | 2007   | 2007       |
| Partido político                                               | %                      | Votos                  | Concejales             | %                      | Votos                  | Concejales             | %     | Votos | Concejales | %     | Votos | Concejales | %     | Votos  | Concejales |
| Partido Socialista de Euskadi-Euskadiko Ezkerra (PSE-EE PSOE)  | 32,65                  | 8240                   | 10                     | 35,73                  | 10 172                 | 10                     | 33,42 | 9405  | 10         | 30,85 | 7904  | 9          | 39,62 | 10 635 | 12         |
| Euzko Alderdi Jeltzalea-Partido Nacionalista Vasco (EAJ-PNV)   | 22,96                  | 5795                   | 7                      | 24,84                  | 7073                   | 7                      | 18,24 | 5133  | 5          | 17,89 | 4583  | 5          | 15,32 | 4113   | 4          |
| Euskal Herria Bildu (EH Bildu)-Bildu                           | 16,07                  | 4057                   | 4                      | 13,83                  | 3939                   | 3                      | 12,41 | 3491  | 3          | 17,2  | 4406  | 5          | —     | —      | —          |
| Elkarrekin Podemos (EP)-Ezker Anitza-IU-Sí Se Puede Irún (SPI) | 9,17                   | 2316                   | 2                      | 15,42                  | 4391                   | 4                      | 18,26 | 5137  | 5          | —     | —     | —          | —     | —      | —          |
| Partido Popular del País Vasco (PP)                            | 8,49                   | 2144                   | 2                      | 5,45                   | 1552                   | 1                      | 7,81  | 2197  | 2          | 17,15 | 4393  | 5          | 16,09 | 4320   | 4          |
| Irabazi-Ezker Batua-Berdeak (EB-B)                             | Con Elkarrekin Podemos | Con Elkarrekin Podemos | Con Elkarrekin Podemos | Con Elkarrekin Podemos | Con Elkarrekin Podemos | Con Elkarrekin Podemos | 4,02  | 1132  | 0          | 6,07  | 1556  | 1          | 7,78  | 2088   | 2          |
| Eusko Abertzale Ekintza-Acción Nacionalista Vasca (EAE-ANV)    | —                      | —                      | —                      | —                      | —                      | —                      | —     | —     | —          | —     | —     | —          | 10,01 | 2687   | 3          |

## Cultura

### Patrimonio

#### Civil
- Casa consistorial: el ayuntamiento de la ciudad se inauguró en 1763. De estilo barroco.
- Columna de San Juan Harri: situada en la plaza de San Juan, cerca del ayuntamiento. Es una columna conmemorativa erigida en 1564 con una figura de San Juan en la parte superior de mediados del siglo XIX; aunque existe cierta controversia sobre la razón de su construcción. Para algunos simboliza la independencia de Irún respecto de Fuenterrabía. El 7 de marzo de 2007, un día antes del traslado de la columna debido a las obras en el colegio San Marcial junto a la plaza San Juan, el andamio instalado para resguardar la pieza no resistió las fuertes rachas de viento. Por ello, el soporte cayó tirando la columna. Como consecuencia el fuste de la columna se partió en tres y la figura de la parte superior sufrió graves desperfectos. La columna restaurada con una nueva figura de San Juan en la misma piedra que la columna, fue recolocada en su ubicación provisional el 28 de mayo de 2007.
- Hospital Sancho de Urdanibia: un albergue-hospital erigido en 1644.
- Palacio de Urdanibia: construido en 1612.
- Palacio Arbelaiz: sirvió de albergue a numerosos monarcas españoles y franceses. Fue reconstruido después de ser destruido en la Guerra Civil.
- Fuente de Santa Elena: edificio barroco de 1677, construido para albergar una pileta, junto a la ermita homónima.
- Isla de los Faisanes: condominio hispano-francés sobre el río Bidasoa, de gran importancia histórica. Conocido por ser el condominio más pequeño del mundo.

#### Natural

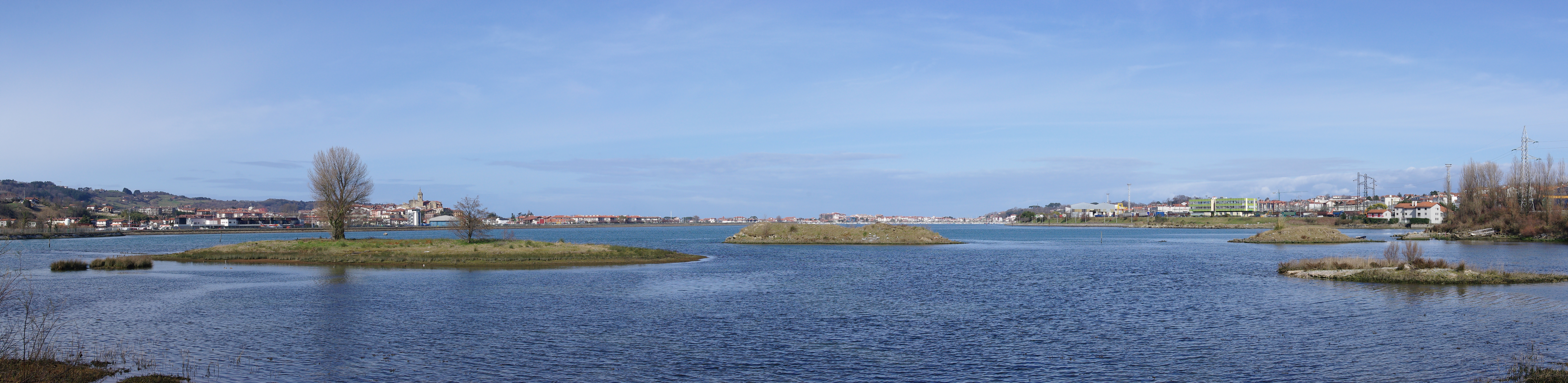
Parque ecológico de Plaiaundi

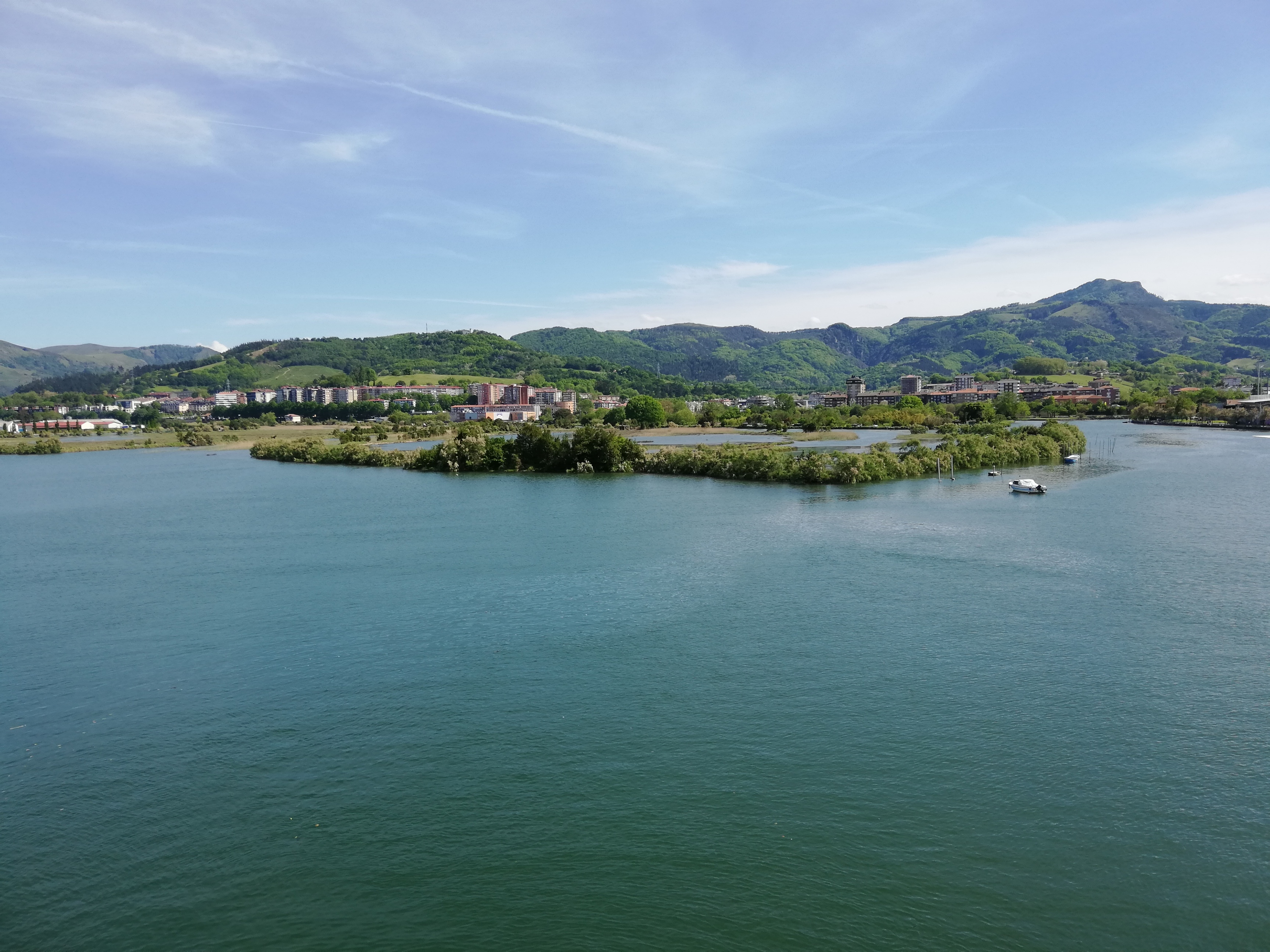
La isla Galera desde el puente de Santiago

- Parque ecológico de Plaiaundi: formado en las marismas de la Bahía de Txingudi, en la desembocadura del río Bidasoa al mar, muy cerca de la ciudad. Lo forman 24 hectáreas de terreno. Tiene gran importancia como humedal en el que descansan hasta 175 especies diferentes de aves migratorias.
- Islas del Bidasoa: directamente ligadas al Parque Ecológico de Plaiundi, son los humedales más importantes de Guipúzcoa. Son tres islas fluviales: Galera, Hirukanale y Santiago-aurrea.[25]
- Terrazas fluviales y río Bidasoa
- Parque natural de Peñas de Aya

#### Religioso

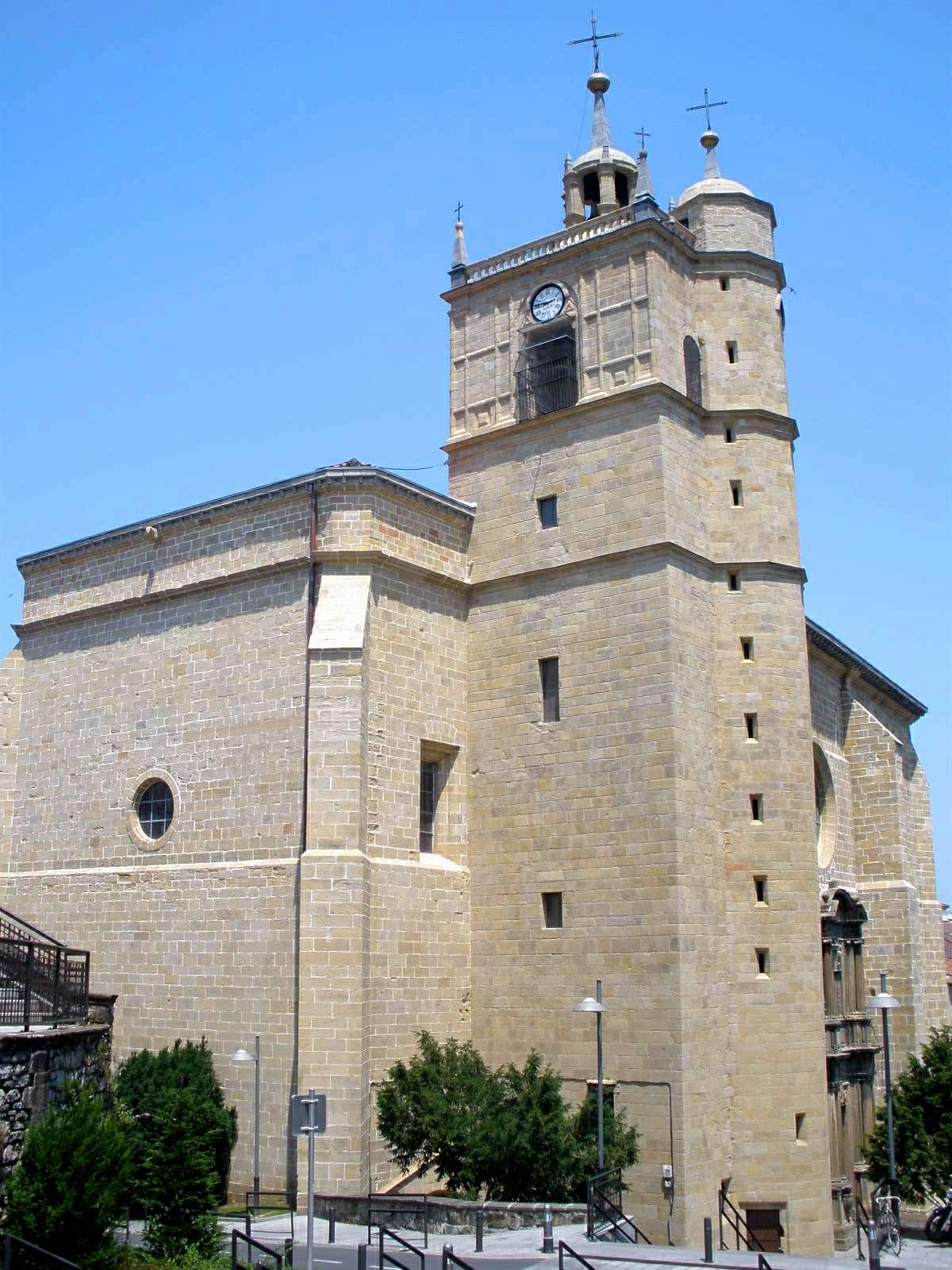
Iglesia de Nª Sra. del Juncal

- Iglesia de Nuestra Señora del Juncal (BIC): iglesia parroquial irunesa construida entre 1508 y 1606 sobre un templo anterior. Combina elementos góticos y renacentistas. Es monumento histórico-artístico nacional. El retablo ha sido restaurado durante el 2006.
- Ermita de San Marcial: construida para conmemorar la batalla de San Marcial en 1522 por orden de Beltrán II de la Cueva y Toledo, III duque de Alburquerque. Fue reconstruida en 1804. Se sitúa en el Monte San Marcial en las afueras de la ciudad. Un mirador ofrece una panorámica sobre el Jaizquíbel, la ciudad, Fuenterrabía, el cabo Higuer, el mar Cantábrico, la bahía de Txingudi, Hendaya y Behobia.
- Ermita de Santa Elena (BIC): la ermita data del siglo XIV, aunque en su interior se han encontrado restos arqueológicos de un templo romano del siglo I y de una necrópolis indígena más antigua. En la actualidad acoge un museo arqueológico en su interior. Está situada al sur del casco antiguo de la ciudad.

### Museos
- El 20 de julio de 2006 fue inaugurado el Museo Romano Oiasso, dedicado a la historia prerromana y romana de la ciudad.
- Parque ecológico de Playaundi: Desde 1998 se han recuperado más de veinte hectáreas de marismas en esta zona. Se han originado lagunas mareales, lagunas dulces, bosques de ribera, islas y playas fangosas. Es una zona de refugio para las aves migratorias por la que suelen pasar más de doscientas especies distintas.[26]
- Ermita de Santa Elena: necrópolis romana. Visitas guiadas desde el Museo Oiasso.

### Gastronomía
La gastronomía de Irún es muy similar a la gastronomía vasca en general, con cierta influencia francesa y navarra. Cuenta con numerosos restaurantes, asadores, sidrerías, etc.

### Deporte
Su principal club de fútbol, el Real Unión, tuvo gran importancia a principios del siglo XX, siendo uno de los más potentes del país en las décadas de 1910, 1920 y 1930. Fue uno de los fundadores de la Liga de Fútbol y cuenta en su haber con varios títulos de Copa del Rey de Fútbol. Sin embargo, desde la década de 1930 su importancia bajó a medida que el fútbol se profesionalizaba y actualmente juega en la Segunda División B tras 45 años en categorías inferiores. (vid. Fernández de Casadevante Romani, Carlos, Real Unión Club de Irún. Cien años de Historia (1915-2015), 2016)
El equipo de balonmano local, Club Deportivo Bidasoa, es un club histórico de este deporte. Tuvo su época dorada entre mediados de 1980 y 1990, llegando a proclamarse Campeón de Europa en 1995. Actualmente no pasa por su mejor momento, y en 2007 descendió de categoría.
Tiene los siguientes títulos:
- Campeón de la liga 86/87 y 94/95
- Campeón de la Copa del Rey 90/91 y 95/96
- Campeón de la Copa Asobal 92/93
- Campeón de la Copa de Europa 94/95
- Campeón de la Supercopa 95/96
- Campeón de la Recopa de Europa 96/97

También en balonmano se fundó en el año 2006 el Irungo Gaztiak y que en sus primeras temporadas ya ha conseguido ascender a la categoría de Primera Territorial.
Otros deportes destacados son el remo y el piragüismo con Ander Elosegi, Esteban Aracama e Izaskun Aramburu (Sociedad Deportiva Santiagotarrak), así como el tenis de mesa (Leka Enea), actualmente en la División de Honor nacional y jugando competición europea, el atletismo (Bidasoa Atletiko Taldea) y el rugby (Rugby Club Irun). También hay un importante grupo de aficionados al baloncesto y varios equipos de categoría provincial: Betiko Lagunak (Amigos desde siempre), Irun Basket, Erroibide, Baskoplastika, Gazteluzar Basket... En natación destaca también el Bidasoa XXI con sus equipos masculino y femenino en la máxima categoría nacional y con la nadadora irunesa Ana Rubio, actualmente en el Illes Balears, con varios campeonatos de España de Natación adaptada y una meritoria participación en los Juegos Paralímpicos de Pekín de 2008.

### Fiestas
Las fiestas de la ciudad son las Fiestas tradicionales de San Pedro y San Marcial, conocidas popularmente como Sanmarciales, que se celebran a finales del mes de junio. El acto más importante de dichas fiestas es el Alarde de San Marcial, que es considerada fiesta de interés turístico nacional y se celebra el día 30 de junio.

#### Alarde de San Marcial
El Alarde de San Marcial es un desfile cívico-militar en el que participa activamente buena parte de la población irunesa, que desfila por las calles de la ciudad ataviada con boinas (txapelas) rojas, chaqueta negra, camisa blanca, corbata roja, pantalones blancos y alpargatas blancas con cintas negras. Los soldados se dividen en pífanos, parches, redobles y escopeteros
Esta fiesta tiene su origen en las antiguas leyes forales que regían en la provincia de Guipúzcoa. Según estas leyes el ejército real español solo tenía derecho a establecer guarniciones en San Sebastián y Fuenterrabía, mientras que el resto del territorio, en caso de invasión, era defendido por las milicias forales de las que formaba parte toda la población masculina adulta de la provincia. Según estas leyes el rey tenía que pedir permiso a las juntas generales de la provincia para que el ejército transitara por Guipúzcoa y los guipuzcoanos estaban exentos de la obligación de servir en el ejército fuera de su territorio. Una antigua ley obligaba a todas las localidades guipuzcoanas a pasar al menos una vez al año una revista de armas y gentes o alarde, a las milicias locales. Este alarde desapareció junto con las milicias forales durante el siglo XIX. Sin embargo, la ciudad de Irún, junto con la vecina Fuenterrabía, han conservado la costumbre de realizar este alarde anual, transformándola de obligación militar en una fiesta de carácter cívico.
En el caso de Irún, la fecha de celebración del Alarde, que tradicionalmente se realizaba en septiembre, se trasladó por un privilegio al día de San Pedro, 29 de junio, que era la víspera del aniversario de la primera batalla de San Marcial (30 de junio de 1522), día en el que las milicias locales irunesas vencieron al ejército franco-navarro en el monte Aldabe, conocido desde entonces como monte San Marcial. En celebración de dicha victoria se celebra desde 1522 el día de San Marcial una procesión a la ermita erigida en honor del santo.
A principios del siglo XIX el Alarde y la procesión al monte San Marcial se unieron en un mismo acto que se celebra el 30 de junio. La configuración actual de la fiesta data de antes de 1881. Diferentes compañías, que representan a los barrios de la ciudad, desfilan por las calles de la ciudad. Cada compañía está constituida por varios centenares de soldados de infantería, convenientemente armados; txibilitos y tambores de varias sonoridades. El uniforme está compuesto por pantalones blancos, corbata roja, chaqueta negra, camisa blanca y boina roja. Cada compañía está liderada por un capitán y otros mandos, contando también con una cantinera que ocupa siempre un lugar de honor. Las compañías desfilan al son de varias marchas tradicionales acompañados por la banda de música de la ciudad y la Tamborrada.
Todas las compañías se concentran en la plaza Urdanibia, hasta que se produce la arrancada por parte de los hacheros, previo toque de cornetín. Entonces el Alarde desfila por la cuesta de San Marcial, hasta la plaza San Juan en donde se encuentra el ayuntamiento. El General, entonces, entra a galope en la plaza para tomar el mando que hasta entonces ostentaba el Comandante. Tras la incorporación del General y tras la llamada a capitanes para que le informen de novedades, el general ordena recoger la bandera de la ciudad que por derecho propio llevará la Compañía Bidasoa durante todo el día. Tras la incorporación de la bandera, el general ordena las descargas de fusilería. Hasta hace pocos años, en este lugar se incorporaba el cabildo secular (alcalde y concejales) al desfile cívico-religioso.
El Alarde continua, siendo la siguiente parada la iglesia del Juncal. Allí se unía el cabildo eclesiástico, pero ahora sólo lo hace un pendón con la imagen de San Marcial acompañado y escoltado por dos niños. Acto seguido en la plazoleta del Juncal, el general también ordena que se hagan las salvas de fusilería. La Batería de Artillería, mientras tanto, lleva a cabo varias descargas en la parte trasera de la Iglesia.
Después el alarde se dirige de nuevo hacia la plaza Urdanibia para romper las filas allí, pasando por la calle Mayor (a la cual se accede desde la calle Fueros), dejando la bajada completa de la misma para el trayecto de la tarde. El desfile de la mañana en las calles de la ciudad acaba en este punto.
La fiesta prosigue con la procesión al monte San Marcial donde se celebra la misa de campaña, la ofrenda florar y se realiza una romería y una merienda campestre.
El Alarde prosigue por la tarde, desde la plaza Urdanibia, y recorriendo la Parte Vieja de la ciudad, avanza hasta la iglesia del Juncal (sin parar en la plaza San Juan). Una vez realizada la parada, se lleva a cabo el que será el último tramo de Alarde del día. Se sale de la Iglesia del Juncal y se enfila el paseo Colón (arteria principal de la ciudad), hasta la avenida Guipúzcoa. Se continua por esta última, hasta el ambulatorio y se sube hacia el Polideportivo. Una vez allí, se afronta el tramo más emotivo del día, la bajada de la calle Mayor para terminar en la plaza San Juan.
Una vez en la plaza San Juan, la compañía Bidasoa deja la bandera de la ciudad en el ayuntamiento tras las descargas y el general ordena el Rompan Filas y cada compañía se dirige a su barrio.

#### Día de San Marcos (25 de abril)
En la festividad de San Marcos evangelista es costumbre que las madrinas regalen a sus ahijados hasta el año que se casan un bizcocho llamado «opilla». Este se bendice en la iglesia y se va al monte a comer y a pasar la tarde.